# Zeitschrift für Physik
Zeitschrift für Physik (tiếng Anh: Journal for physics, tiếng Việt: Tạp chí Vật lý) là một dòng tạp chí khoa học vật lý bình duyệt (đã không còn hoạt động nữa) của Đức được thành lập năm 1920 bởi Springer Berlin Heidelberg. Nó ngừng xuất bản vào năm 1997, khi sáp nhập với các tạp chí khác để tạo nên Tạp chí Vật lý Châu Âu (European Physical Journal).